# نویبراندنبورگ (نقاشی)
نویبراندنبورگ یا نویبراندنبورگ در مه صبحگاهی نقاشی‌ای است با رنگ روغن روی بوم اثر کاسپار داوید فریدریش که حدود سال ۱۸۱۶ خلق شده و اکنون در موزهٔ دولتی پومرانی در گرایفسوالت نگهداری می‌شود. والدین هنرمند هر دو در نویبراندنبورگ به دنیا آمده بودند و او بارها این شهر را نقاشی کرده است — نمونهٔ دیگر آن نقاشی نویبراندنبورگ در آتش است.
تا سال ۱۹۰۰ این اثر در مالکیت لنگوت، تاجری از گرایفسوالت و از خویشاوندان هنرمند بود. حدود سال ۱۹۲۸، این اثر توسط موزهٔ شهری اشتِتین خریداری شد و از سال ۱۹۴۵ تا ۱۹۷۰ در مجموعهٔ نقاشی‌های اشتتینر در دژ کوبورگ نگهداری می‌شد، سپس به بنیاد پومرن در کیل منتقل گردید. از سال ۱۹۹۹ تاکنون این اثر در محل فعلی خود در موزهٔ دولتی پومرانی نگهداری می‌شود.